# GHESA Ingeniería y Tecnología

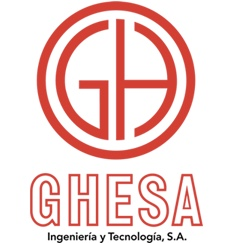
[https://opencorporates.com/companies/es/28126274 www.ghesa.es

GHESA Ingeniería y Tecnología — це іспанська інжинірингова компанія, спочатку створена для розробки проєктів в секторі електроенергетики, зокрема у сфері виробництва електроенергії. Головний офіс компанії розміщено у місті Мадрид, Іспанія. Генеральним директором компанії є Хав'єр Переа (іспанською — Javier Perea).
Компанія пройшла довгий і широкий процес диверсифікації в інші галузі, де існувала синергія з точки зору технологій та управління.
Компанія заснована в 1963 році у результаті спільної ініціативи великих іспанських електричних компаній та американської консалтингової і інжинірингової компанії Gibbs & Hill, Inc. (Нью-Йорк), яка взяла на себе роль технологічного партнера до моменту продажу своєї частки в компанії.
У 1971 році, після запуску Другої фази Іспанської ядерної програми, GHESA сприяла створенню консорціуму Empresarios Agrupados (EA) у співпраці з іншими іспанськими інжиніринговими компаніями для спільного використання потужностей і ресурсів для розробки інженерних робіт з атомними електростанціями та інші макропроєкти для термоелектричної генерації.
Діяльністю EA керує Об'єднання економічних інтересів під назвою EA, AIE. На цей час GHESA з понад 500 співробітниками та Empresarios Agrupados із глобальними ресурсами приблизно в 1000 осіб утворюють одну з найважливіших інженерних груп Європи з технологічними та управлінськими можливостями для розробки широкого спектра складних проєктів у багатьох країнах світу.
Група компаній Empresarios Agrupados and Ghesa була викуплена China Energy Engineering Group Planning & Engineering за 73,8 млн євро у 2022 році.

### Загальний перелік об'єктів щодо яких компанія надає інжинірингові послуги

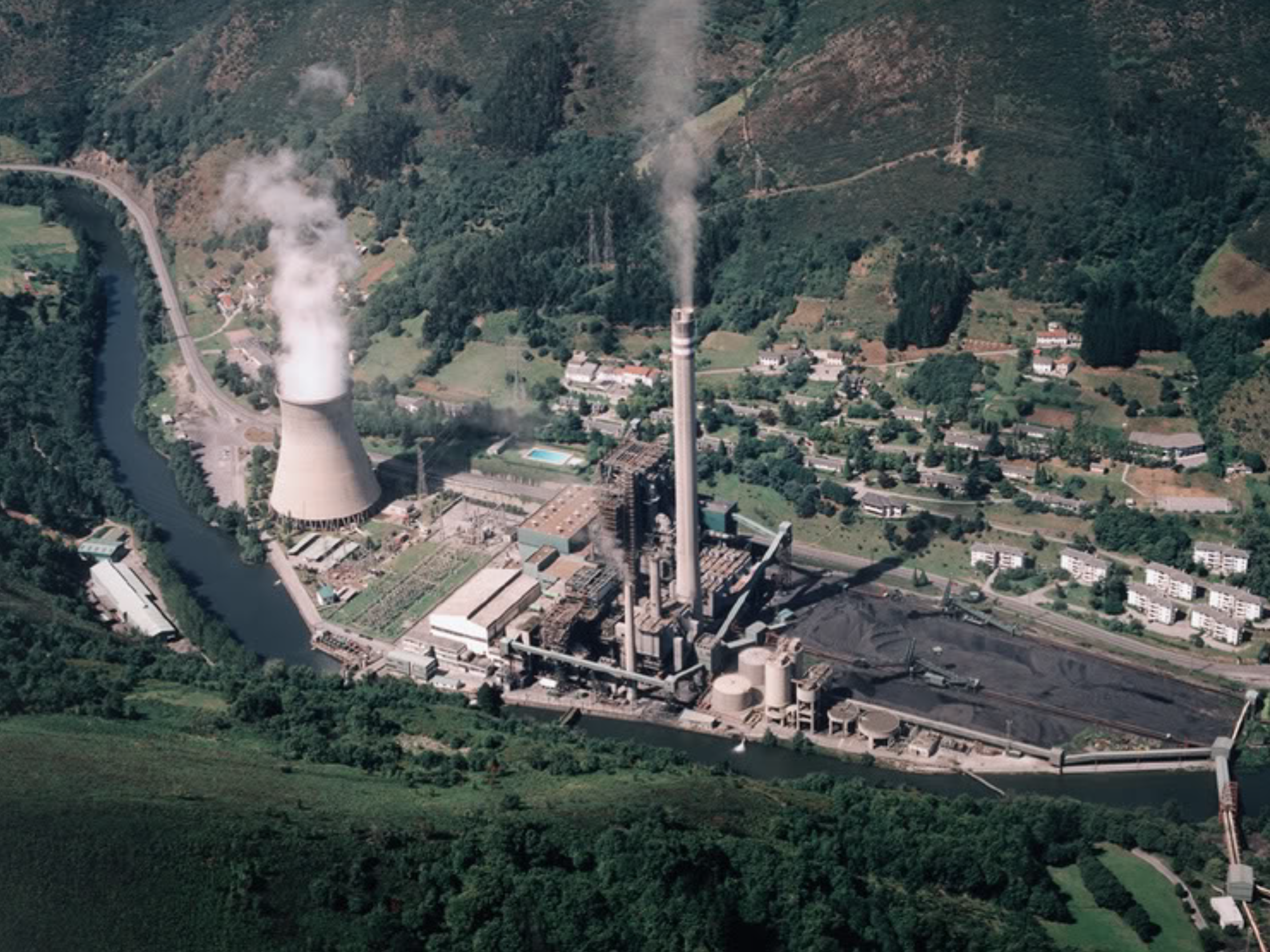
ТЕЦ з водяним охолодженням. Іспанія

### Загальний перелік об'єктів щодо яких компанія надає інжинірингові послуги[2]
- Атомні станції

- Електростанції
- Транспортні вузли
- Відновлювальна енергетика
- Гідроспоруди
- Архітектура